# ألبرتو فالكون
ألبرتو فالكون (بالإسبانية: Alberto Falcón)‏ هو مبارز بالسيف إسباني، ولد في 3 مايو 1970 في مدريد في إسبانيا.

## وصلات خارجية
- ألبرتو فالكون على موقع اللجنة الأولمبية الدولية (الإنجليزية)
- ألبرتو فالكون على موقع أوليمبيديا (الإنجليزية)
- ألبرتو فالكون على موقع اللجنة الأولمبية الإسبانية (الإسبانية)